# Іванов Сергій Миколайович (футболіст)
Сергій Миколайович Іванов (нар. 30 травня 1986, Фрунзе, Киргизька РСР) — киргизький футболіст, півзахисник та нападник. Має також громадянство Казахстану. Виступав за збірну Киргизстану.

## Клубна кар'єра
Вихованець бішкекського футболу. Перші тренери — В. М. Нізовцев та З. І. Валієв. Професіональну кар'єру розпочав у 1996 році. Грав за бішкекське «Динамо», у складі якого тричі ставав чемпіоном Киргизстану.
У 2000 перейшов у казахстанський клуб «СОПФК Кайрат» та виграв з ним Кубок Казахстану. У 2001-2002 роках грав у махачкалинському «Анжі».
У 2003 році знову повернувся в Казахстан, де виступав за «Екібастузець», «Тараз» та павлодарський «Іртиш». Після закінчення сезону 2014 року оголосив про завершення кар'єри гравця.

## Кар'єра в збірній
У 1997 році Євген Новіков вперше викликав Сергія Іванова до складу національної збірної Киргизстану. 13 червня 1997 року відзначився першим голом за збірну Киргизстану в матчі кваліфікації чемпіонату світу 1998 року проти Мальдів. З 1997 по 2001 рік у складі збірної Киргизстану зіграв 15 матчів, у футболці якої відзначився 1 голом.

## Статистика виступів

### Клубна
Станом на 9 листопада 2014
| Клубна виступи    | Клубна виступи     | Клубна виступи          | Ліга  | Ліга | Кубок | Кубок | Континентальні | Континентальні | Загалом | Загалом |
| Сезон             | Клуб               | Ліга                    | Матчі | Голи | Матчі | Голи  | Матчі          | Голи           | Матчі   | Голи    |
| ----------------- | ------------------ | ----------------------- | ----- | ---- | ----- | ----- | -------------- | -------------- | ------- | ------- |
| 1996              | «Динамо» (Бішкек)  | Топ-Ліга                | 10    | 2    |       |       | -              | -              | 10      | 2       |
| 1997              | «Динамо» (Бішкек)  | Топ-Ліга                | 18    | 8    |       |       | -              | -              | 18      | 8       |
| 1998              | «Динамо» (Бішкек)  | Топ-Ліга                | 17    | 7    |       |       | -              | -              | 17      | 7       |
| 1999              | «Динамо» (Бішкек)  | Топ-Ліга                | 15    | 11   |       |       | -              | -              | 15      | 11      |
| 2000              | «Кайрат»           | Вища ліга Казахстану    | 25    | 2    |       |       | -              | -              | 25      | 2       |
| 2001              | «Анжі» (Махачкала) | Прем'єр-ліга Росії      | 7     | 0    |       |       | 0              | 0              | 7       | 0       |
| 2002              | «Анжі» (Махачкала) | Прем'єр-ліга Росії      | 2     | 0    |       |       | -              | -              | 2       | 0       |
| 2003              | «Іртиш»            | Прем'єр-ліга Казахстану | 13    | 1    |       |       | 1              | 0              | 14      | 1       |
| 2003              | «Екібастузець»     | Прем'єр-ліга Казахстану | 14    | 1    |       |       | -              | -              | 14      | 1       |
| 2004              | «Екібастузець»     | Прем'єр-ліга Казахстану | 27    | 7    |       |       | -              | -              | 27      | 7       |
| 2005              | «Тараз»            | Прем'єр-ліга Казахстану | 21    | 1    |       |       | -              | -              | 21      | 1       |
| 2006              | «Екібастузець»     | Прем'єр-ліга Казахстану | 28    | 3    |       |       | -              | -              | 28      | 3       |
| 2007              | «Екібастузець»     | Прем'єр-ліга Казахстану | 24    | 3    |       |       | -              | -              | 24      | 3       |
| 2008              | «Іртиш»            | Прем'єр-ліга Казахстану | 24    | 3    |       |       | -              | -              | 24      | 3       |
| 2009              | «Іртиш»            | Прем'єр-ліга Казахстану | 23    | 2    |       |       | 2              | 0              | 25      | 2       |
| 2010              | «Іртиш»            | Прем'єр-ліга Казахстану | 31    | 3    |       |       | -              | -              | 31      | 3       |
| 2011              | «Іртиш»            | Прем'єр-ліга Казахстану | 23    | 1    | 2     | 1     | 4              | 0              | 29      | 2       |
| 2012              | «Іртиш»            | Прем'єр-ліга Казахстану | 23    | 4    | 3     | 1     | -              | -              | 26      | 5       |
| 2013              | «Іртиш»            | Прем'єр-ліга Казахстану | 18    | 1    | 3     | 0     | 1              | 0              | 22      | 1       |
| 2014              | «Іртиш»            | Прем'єр-ліга Казахстану | 13    | 1    | 1     | 0     | -              | -              | 14      | 1       |
| Загалом           | Киргизстан         | Киргизстан              | 60    | 28   |       |       | -              | -              | 60      | 28      |
| Загалом           | Казахстан          | Казахстан               | 308   | 33   | 9     | 2     | 8              | 0              | 325     | 35      |
| Загалом           | Росія              | Росія                   | 9     | 0    |       |       | 0              | 0              | 9       | 0       |
| Усього за кар'єра | Усього за кар'єра  | Усього за кар'єра       | 377   | 61   | 9     | 2     | 8              | 0              | 394     | 63      |

### У збірній
| національна збірна Киргизстану | національна збірна Киргизстану | національна збірна Киргизстану |
| Рік                            | Матчі                          | Голи                           |
| ------------------------------ | ------------------------------ | ------------------------------ |
| 1997                           | 4                              | 1                              |
| 1999                           | 3                              | 0                              |
| 2000                           | 1                              | 0                              |
| 2001                           | 7                              | 0                              |
| Загалом                        | 15                             | 1                              |

станом на 9 вересня 2014 року

#### Голи за збірну
| №  | Дата           | Місце                | Суперник | Рахунок | Результат | Змагання                           |
| -- | -------------- | -------------------- | -------- | ------- | --------- | ---------------------------------- |
| 1. | 13 червня 1997 | Азаді, Тегеран, Іран | Мальдіви | 5–0     | 6–0       | кваліфікація чемпіонату світу 1998 |

## Досягнення

### Клубні
«Динамо» (Бішкек)
- Топ-Ліга
  -  Чемпіон (3): 1997, 1998, 1999

«Кайрат»
- Кубок Казахстану
  -  Володар (1): 1999/00

«Іртиш»
- Прем'єр-ліга Казахстану
  -  Чемпіон (1): 2003
  -  Срібний призер (1): 2012
  -  Бронзовий призер (2): 2008, 2010

- Кубок Казахстану
  -  Фіналіст (1): 2012

### Індивідуальні
- Найкращий футболіст Киргизстану: 1998